# Nikkita Holder
Nikkita Holder (née le 7 mai 1987 à East York) est une athlète canadienne, spécialiste du 100 mètres haies. 

## Biographie
Elle participe aux championnats du monde de 2011, à Daegu, et se classe sixième du 100 mètres haies dans le temps de 12 s 93. En 2012, elle obtient le même résultat, sur 60 mètres haies, lors des championnats du monde en salle d'Istanbul. En juin 2012, à Calgary, elle porte son record personnel sur 100 m haies à 12 s 80. Elle atteint les demi-finales des Jeux olympiques de 2012, à Londres. 

## Palmarès
| Date | Compétition                    | Lieu     | Résultat | Épreuve     | Temps   |
| ---- | ------------------------------ | -------- | -------- | ----------- | ------- |
| 2011 | Championnats du monde          | Daegu    | 6e       | 100 m haies | 12 s 93 |
| 2012 | Championnats du monde en salle | Istanbul | 6e       | 60 m haies  | 8 s 09  |
| 2015 | Jeux panaméricains             | Toronto  | 3e       | 100 m haies | 12 s 85 |

## Records
| Épreuve     | Performance | Lieu    | Date         |
| ----------- | ----------- | ------- | ------------ |
| 100 m haies | 12 s 80     | Calgary | 30 juin 2012 |